# Björn Bicker

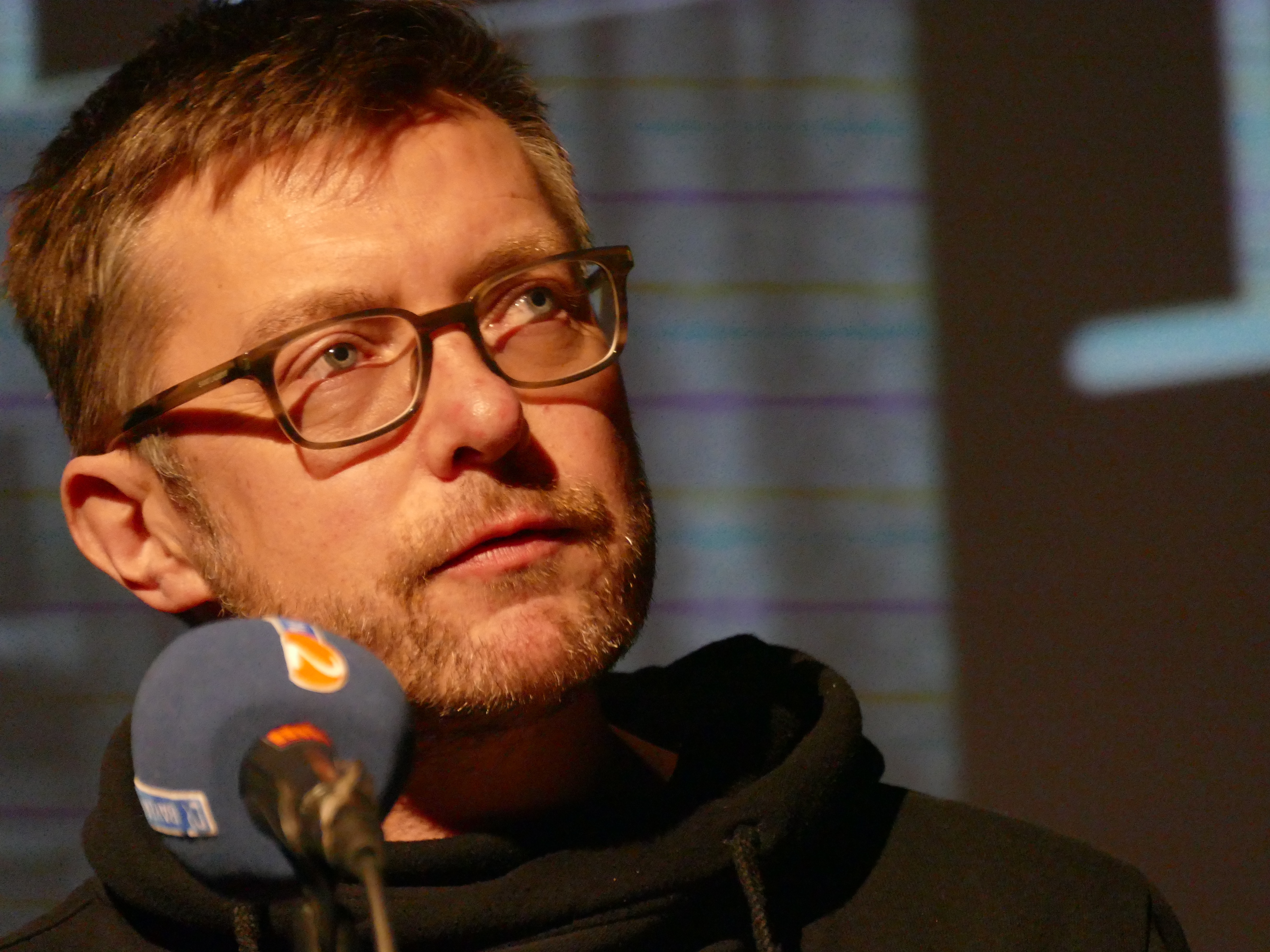
Björn Bicker präsentiert bei den Wortspielen 2016 in München sein Buch „Was glaubt ihr denn. Urban Prayers“.

Björn Bicker (* 7. November 1972 in Koblenz) ist ein deutscher Autor, Regisseur, Kurator, Projektentwickler und Dramaturg.

## Leben
Björn Bicker studierte Literatur, Philosophie und Rhetorik in Tübingen und Wien. Von 1999 bis 2001 arbeitete er als Dramaturgieassistent und Dramaturg am Wiener Burgtheater, von 2001 bis 2009 war er unter Frank Baumbauer Dramaturg an den Münchner Kammerspielen. Dort entwickelte er gemeinsam mit Peter Kastenmüller und Michael Graessner die Stadtprojekte „Bunnyhill“ (2003–2006) und „Illegal“ (2007–2008). Mit Malte Jelden kuratierte er das Projekt „Doing Identity – Bastard München“ (2008) an den Kammerspielen, wo er auch das Projekt „Hauptschule der Freiheit“ (2009) mitentwickelt und geleitet hat. 2010 erhielten die Münchner Kammerspiele dafür den BKM-Preis Kulturelle Bildung.
Seit 2009 arbeitet Björn Bicker als freier Autor und Künstler. Er schreibt Theaterstücke, Hörspiele, Prosa und Essays. Für verschiedene Stadt- und Staatstheater entwickelt und leitet er künstlerische Projekte, die sich an der Schnittstelle von Kunst, Politik und sozialer Praxis befinden. Im Zentrum stehen meist Themen der deutschen und europäischen Einwanderungsgesellschaft. In den Projekten geht es u. a. um die Inszenierung von Diversität, Teilhabe und Begegnung als Motor gesellschaftlicher Veränderung.
Er war und ist außerdem als Dozent für Dramaturgie, Theatergeschichte und Szenisches Schreiben an verschiedenen Hochschulen (Otto-Falckenberg-Schule (München), Bayerische Theaterakademie August Everding, Akademie für Darstellende Kunst Baden-Württemberg (Ludwigsburg), Hochschule für Darstellende Kunst Zürich, LMU München) tätig.
Seit März 2021 ist Björn Bicker Professor für „Kulturarbeit und Community Building“ an der HAW Coburg.

## Auszeichnungen
- 2012 Deutscher Jugendtheaterpreis für Deportation Cast

- 2013 Franz-Tumler-Literaturpreis für den Roman Was wir erben
- 2016 Tukan-Preis für Was glaubt ihr denn. Urban prayers[1]
- 2020 Hörspiel des Monats Juli für Güldens Schwester

## Theaterstücke
- Sieben Monde. UA Ferienlager Köln 2004.
- Maries Fest. UA Landestheater Detmold. 2005.
- Warum mich 1 happy end traurig macht. UA. Landestheater Tübingen 2005.
- Das Kettenblattmassker. Warum Herr Scharping den Berg nicht schafft. UA Pathos Transport Theater München 2006.
- Pension Schiller. Drama Köln. Nationaltheater Mannheim 2007. Stückentwicklung mit David Gieselmann, Dirk Laucke u. a.
- Am Tag der jungen Talente. UA Staatstheater Nürnberg April 2008.
- Mördersong 1-3. UA Schauspielhaus Bochum 2008 (Ohne Alles Festival)
- Illegal. UA Münchner Kammerspiele Juni 2008.
- Trollmanns Kampf. Sinti Stadt Hannover. UA Staatsschauspiel Hannover April 2010.
- Mein Teppich ist mein Orient. Stück. UA Theater Bielefeld September 2010.
- glamour vermissen. UA im Rahmen des Projekts „Cabinett“ Theater Freiburg // garajistanbul Oktober 2010.
- Der Navigator. Introduction to Zombie Nation. UA Staatsschauspiel Hannover September 2010.
- Deportation Cast. UA Staatsschauspiel Hannover. September 2011.
- URBAN PRAYERS (MUC). UA Münchner Kammerspiele. Juni 2013.
- Die Insel. UA Deutsches Schauspielhaus Hamburg. NEW HAMBURG Festival. Oktober 2014.
- DAS LETZTE PARLAMENT (GHOST STORY). UA Staatstheater Mainz. 28. August 2018.
- LEHRER*INNEN. UA Schauspielhaus Bochum. 4. Mai 2019.
- LISTEN. UA Schauspielhaus Bochum (Netz) 19. Mai 2020.
- UMGRABEN - WELT OHNE SCHULE // JUNGBUSCH 2089. Audiowalk. UA Nationaltheater Mannheim 2020.
- NEW WORLD FRANKLIN. UA Nationaltheater Mannheim. Mai 2023.

## Hörspiele
- Illegal. Text: Björn Bicker. Mit Bernd Moss, Thomas Schmauser, Hilke Altefrohne, Tabea Bettin, Peter Fricke, René Dumont. Musik: Kamerakino. Realisation: Peter Kastenmüller/Michael Graessner/Björn Bicker. BR-Hörspiel und Medienkunst in Zusammenarbeit mit den Münchner Kammerspielen 2008. Ursendung Bayerischer Rundfunk vom 27. Juni 2008. Als Podcast/Download im BR Hörspiel Pool.[2]
- Kingdom of Schön. Text und Regie: Björn Bicker. Mit Jochen Noch, Paul Herwig, Caroline Ebner, Oliver Mallison. Komposition: Pollyester. BR-Hörspiel und Medienkunst 2010. Ursendung Bayerischer Rundfunk, März 2010.
- Egzon. Text und Regie: Björn Bicker. Mit Julia Jentsch, Stefan Merki, Wiebke Puls, Walter Hess, Sabine Kastius, Peter Weiß, Caroline Ebner, Oliver Mallison. Komposition: Pollyester. BR-Hörspiel und Medienkunst 2011. Ursendung Bayerischer Rundfunk, 11. September 2011.
- Urban Prayers. Text und Regie: Björn Bicker. Mit Wiebke Puls, Steven Scharf, Edmund Telgenkämper. Komposition: Pollyester. BR-Hörspiel und Medienkunst 2014. Ursendung Bayerischer Rundfunk, 6. März 2014.
- Güldens Schwester Text und Regie: Björn Bicker, Komposition: Derya Yildirim (BR) 2020

## Romane, Erzählungen
- Was wir erben. Roman. Verlag Antje Kunstmann, München 2013,[3] ISBN 978-3-88897-818-0.
- Illegal. Wir sind viele. Wir sind da. Verlag Antje Kunstmann, München 2009.[4]
- Was glaubt ihr denn. Urban Prayers. Verlag Antje Kunstmann, München 2016
- AMINAS LÄCHELN. Verlag Antje Kunstmann, München 2023.

## Künstlerische Leitung, Kuration
- BUNNYHILL 1, Münchner Kammerspiele, Stadtraum München 2004.: Künstlerische Leitung (gemeinsam mit Peter Kastenmüller und Michael Graessner)
- BUNNYHILL 2 – Wem gehört die Stadt, Münchner Kammerspiele, Stadtraum München 2005/2006: Künstlerische Leitung (gemeinsam mit Peter Kastenmüller und Michael Graessner)
- DOING IDENTITY – Bastard München, Münchner Kammerspiele, Stadtraum 2008: Künstlerische Leitung (Gemeinsam mit Malte Jelden)
- ILLEGAL. Ein Projekt. Münchner Kammerspiele 2008: Künstlerische Leitung (Gemeinsam mit Peter Kastenmüller und Michael Graessner)
- HAUPTSCHULE DER FREIHEIT. Stadtraum München 2009: Künstlerische Leitung (Gemeinsam mit Christine Umpfenbach, Peter Kastenmüller, Michael Graessner).
- CABINETT. Ein deutsch-türkisches Theaterprojekt. Künstlerische Leitung gemeinsam mit Viola Hasselberg. Peter Kastenmüller und Michael Graessner. Theater Freiburg Oktober 2010.
- URBAN PRAYERS. Ein Stadtprojekt der Münchner Kammerspiele. 6. Juni – 14. Juli 2013. Künstlerische Leitung (Gemeinsam mit Malte Jelden und Julia Lochte)
- NORD - Ein Stadtteil dreht sich. Staatstheater Stuttgart. 27. Juni – 18. Juli 2014. Künstlerische Leitung (Gemeinsam mit Malte Jelden, Michael Graessner und Katrin Spira)
- NEW HAMBURG. Deutsches Schauspielhaus Hamburg. NEW HAMBURG Festival. 3. Oktober – 26. Oktober 2014. Künstlerische Leitung (Gemeinsam mit Malte Jelden und Michael Graessner)
- OPEN BORDER KONGRESS. Münchner Kammerspiele, 16. – 18. Oktober 2015. Auftakt zu dem Konversionsprojekt MUNICH WELCOME THEATRE. Künstlerische Leitung, gemeinsam mit Malte Jelden, unter Beteiligung zahlreicher Künstler, Journalisten, Experten und Initiativen wie Heribert Prantl, Carolin Emcke und CUCULA gefördert unter anderem von der Kulturstiftung des Bundes. Ziel war es, „lokale Initiativen, Flüchtlingsorganisationen und überregionale Akteure miteinander in Kontakt [zu] bringen und ihre Arbeit öffentlich [zu] präsentieren.“, mit Fokus „auf innovativen und zukunftsweisenden Projekten, die sich dem Gedanken von Teilhabe, Demokratisierung und Empowerment verschrieben haben“.[5]
- MUNICH WELCOME THEATRE. Ein Konversionsprojekt von Björn Bicker und Malte Jelden. Münchner Kammerspiele 2015/2016. Es geht darum, das städtische Theater in einem gemeinsamen Prozess mit den Mitarbeitern des Hauses für den Themenkomplex Flucht und Ankunft auf allen Ebenen des Betriebes zu öffnen.
- THE VEDDEL EMBASSY: Representing Germany. Architekturbiennale Venedig 2016. Im Rahmen von „Performing Architecture“ des Goethe Instituts.

- Truth and Reconciliation Concert. Hearing 1: Islamophobia. Im Rahmen von „Performing Architecture“ dem Programm des Goethe Instituts zur Architekturbiennale 2018 in Venedig

## Einzelbelege
1. ↑  https://www.muenchen.de/rathaus/Stadtverwaltung/Kulturreferat/Literatur/Preise-Literatur/Tukanpreis/2016.html
2. ↑  BR Hörspiel Pool - Bicker, Illegal (Memento vom 15. April 2016 im Internet Archive)
3. ↑  Seitensprung und Stasi im Eifeldorf, Rezension von Edelgard Abenstein auf Deutschlandradio Kultur vom 18. März 2013, abgerufen am 18. März 2013
4. ↑  Archivierte Kopie (Memento des Originals vom 7. April 2014 im Internet Archive)  Info: Der Archivlink wurde automatisch eingesetzt und noch nicht geprüft. Bitte prüfe Original- und Archivlink gemäß Anleitung und entferne dann diesen Hinweis., Rezension von Eva Corino in der Berliner Zeitung vom 2. Juli 2009
5. ↑  Mitteilung der Kulturstiftung des Bundes zu Munich Welcome Theatre und Open Border Kongress (Seite nicht mehr abrufbar, festgestellt im April 2018. Suche in Webarchiven)  Info: Der Link wurde automatisch als defekt markiert. Bitte prüfe den Link gemäß Anleitung und entferne dann diesen Hinweis., www.kulturstiftung-des-bundes.de, abgerufen am 18. Oktober 2015.

| Personendaten    | Personendaten                                                        |
| ---------------- | -------------------------------------------------------------------- |
| NAME             | Bicker, Björn                                                        |
| ALTERNATIVNAMEN  | Wilbert, Polle (Pseudonym)                                           |
| KURZBESCHREIBUNG | deutscher Autor, Regisseur, Kurator, Projektentwickler und Dramaturg |
| GEBURTSDATUM     | 7. November 1972                                                     |
| GEBURTSORT       | Koblenz                                                              |